# 3773-as busz
A 3773-as jelzésű autóbuszvonal Miskolc, Kazincbarcika, Sajógalgóc, Putnok és Ózd között húzódik, amelyet a MÁV Személyszállítási Zrt. üzemeltet.

## Története

### Általánosságban
A kezdetek óta Miskolc és Ózd összeköttetése jelentős volt a Kazincbarcikán túl lakóknak, hiszen a falvak, valamint a nagyobb városok között is főleg a gerinc, 3770-es buszjáratok közlekedtek a 26-os főúton. A több, mint 60 kilométeres táv rengeteg embernek, illetve településnek adta a buszközlekedésének egyik részét, mindig voltak és lesznek is ebben a viszonylatban ingázók. A kettő település közötti távolsági járatok, melyek Miskolcon és Ózdon túl közlekednek, nem szűntek meg, máig léteznek. Ezen felül a Miskolc–Bánréve–Ózd-vasútvonal napi több vonatpárja is erősen kihasznált, amely települések érintettek a vasút által, ott forgalmasak a kötöttpályán járó motorvonatok is.

### 2019 folyamán
Miután a Borsod Volán Zrt-től az ÉMKK (2015), majd onnan a Volánbusz Zrt. üzemeltetése alá került (2019) az ország szinte összes regionális járatának indítása, a helyzet a következő volt: a 3773-as buszok Kazincbarcika és Ózd között közlekedtek munkanapi járatokkal, melyek Kazincbarcikán a Szent Flórián térről indultak, a főúton közlekedtek ellenben a városba felhajtó 3770-esekkel, egy járata a kazincbarcikai vasútállomást, egy járata Putnokon belül a vasútállomását, egy járata Serényfalva és Hét településeket is érintette, utóbbi éjszakai járat volt Ózdról. A buszok már ekkor is lassújáratként közlekedtek.
2020 májusában történt az első nagyobb változás, az éjszakai járat Sajónémetibe is kitért, Putnok állomását már nem érintette, a várostól már csak leszállás céljából állt meg, valamint ezen járat vonalvezetését áthelyezték oly módon, hogy Kazincbarcikán belül a belváros egyik csomópontjánál, a városházánál végállomásozott.

### Reform múltán
A 2020 júliusában életbe lépett Miskolc–Kazincbarcika–Ózd térségi megreformált menetrend leginkább Borsod-Abaúj-Zemplén megye három legnagyobbik városának tömegközlekedését kívánta újraalkotni. Ennek részeként az autóbuszvonalat meghosszabbították Miskolcig. Eredménye egy új, Ózdról Miskolcra induló expresszjárat lett, mely az ózdi Bolyok városrészből, azon belül az egykori ózdi Ruhagyártól robogott, Ózdon kívül csak Putnokon állt meg, legközelebb Miskolcon. Ezzel egyidejűleg a Kazincbarcikáról induló és az Ózdról hajnalban induló járatok megszűnésre kerültek.
Pár hónappal később az expressz megáll Kazincbarcikán is a városházánál, ezzel egyidejűleg 3770-es vonalszámmal futott a továbbiakban, így ismét csak Kazincbarcika és Ózd között létezett a buszvonal, egyedül az éjszakai járattal.

### Mai formájában
A 2021/22-ben esedékes menetrend-változtatás nagyban befolyásolta a buszvonal életét. Az éjszakai járat ezentúl csak Putnokig közlekedett (eleinte 4145-ös, majd 4104-es számmal), ismét Miskolcig is találkozhattunk 3773-asokkal. Esti járatot indítottak munkanapokon Miskolcról Ózdra 21 óra után, mely minden megállóban megállt, Kazincbarcikán belül a városon át egészen a buszállomásig kitért (hétvégente csak innen indult), Putnoktól csak leszállás céljából állt meg, valamint Hét és Sajónémeti településeket útvonalára fűzte. Ezzel szemben ellentétes irányban Ózdról Kazincbarcikára indítottak buszt hétköznap hajnali fél 6 előtt (ami hétvégén 25 perccel később indult), mely szintén betért a kettő zsákfaluba, majd Kazincbarcikán belül végállomásoztak. Itt kezdte elnyerni mai formáját.
2023 márciusában egy Miskolcról Kazincbarcikára közlekedő expresszjáratot meghosszabbítottak Putnokig, mely 3773-as vonalszámmal közlekedik és Sajógalgóc érintésével jár. Ezzel a lépéssel összevonták a 13:00-kor Miskolcról Kazincbarcikára és a 13:55-kor Kazincbarcikáról Putnokra induló járatot.
A 2023/24-ben esedékes menetrend-változtatás részeként új járatot indítottak Ózdról Kazincbarcikára a reggeli órákban, mely szintén Sajónémeti és Hét érintésével közlekedik. Ez a mai formája is a buszvonalnak.
2025 áprilisában a járatot le is rövidítették Putnokig a viszonylag alacsony kihasználtsága végett (utolsó járata le sem közlekedett). A környéken finomhangolták a hajnalban induló buszokat, ennek eredményeképp a hajnali Ózd–Sajónémeti–Hét–Kazincbarcika járat ugyanakkor indul hétköznap, mint hétvégén.

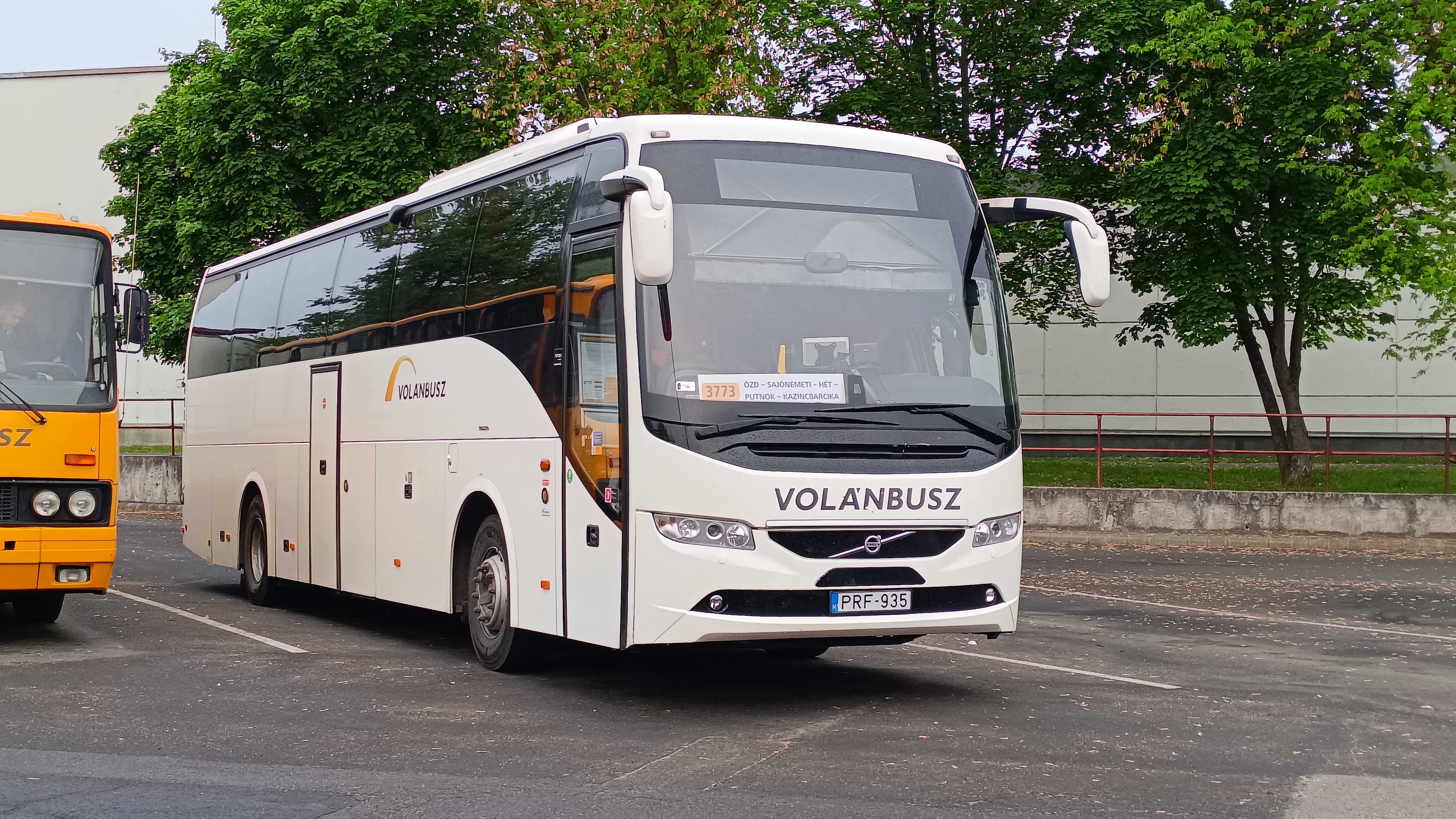
Ózdon kezd, Kazincbarcikára megy, onnan Budapestre 1054-es vonalszámmal

## Útvonala
A miskolci autóbusz-állomásról, a Búza térről indul. Útját a 26-os főúton kezdi el, annak négysávos szakaszán, északi irányban, a Szentpéteri kapun keresztül. Többek között erre található a miskolci húszemeletes, a megye központi kórháza, valamint az útból ágazik ki az egykori miskolci repülőtér felé vezető szakasz is, egy bevásárlóközponti csomópontban. A megyeszékhelyet a Miskolc–Bánréve–Ózd-vasútvonal és a Sajóecseg–Hídvégardó-vasútvonal közös vonalszakaszával párhuzamosan hagyja el.
Miskolcról északnyugati irányban távolodik el, valamint öt kisebb elágazás mentén. Ezek sorjában a szirmabesenyői, a már évek óta nem üzemelő Borsodi Ércelőkészítő Műi, a sajókeresztúri, a sajóbábonyi és a piltatanyai elágazások. A 8 kilométer alatt az összes Szirmabesenyő, Sajókeresztúr, Sajóvámos, Sajóbábony és Sajóecseg irányába tartó buszjárattól elválik. Első településének közelében a 2023 decemberében átadott elkerülőjéhez – 260-as főút – tartozó körforgalmon túl Sajószentpéterre hajt be. A Sajó parti városnak délkeleti részén indul neki, ezalatt három nagyobb elágazáson megy túl, elsőként az edelényin, ahonnan a 27-es főút ágazik ki, majd a parasznyain (melyhez közel a vasútállomásához leágazó bekötőút is), végül az alacskain. A régió egyik legnagyobb gyárának helyet adó BorsodChem nagy helyen terül el, a Miskolc–Bánréve–Ózd-vasútvonallal párhuzamosan, a különböző üzemei mentén 3 megállóban – Bányagépjavító üzem; PVC gyár bejárati út; BorsodChem IV. kapu – biztosított a bejutás az ipari parkba. Ily módon éri el Borsod-Abaúj-Zemplén megye 3. legnagyobb városát, Kazincbarcikát.
Ezután elhagyja a főutat, utána az egykori Borsodi Vegyi Kombinát, mai nevén BorsodChem Zrt. nevet viselő vegyipari létesítmény mentén kialakított Szent Flórián téri buszállomáson is megáll. Onnan egészen a Sajókazinc területén fekvő temetőjéig, valamint a Jószerencsét úton közlekedik, majd a városháza irányába tart. A kórháztól az Építők útján halad, végül az Egressy Béni úton a kazincbarcikai autóbusz-állomáson van egy köztes végállomása a vonalnak. Innen lehalad az alsóvárosi részébe Kazincbarcikának, itt visszatér a főútra, Sajóivánka északi része jön, ezt követi Vadna település, utoljára itt van közös megállója a Bánhorváti felé tartó vonalakkal. 3 perc múlva a sajógalgóci elágazásnál van, ahová a délutáni iskolai indítás kitérést is tesz, majd a Miskolc–Bánréve–Ózd-vasútvonal keresztezésével Dubicsány területén tartózkodik, nem sokkal később a buszjáratok Putnokra hajtanak be.
Központi megállójában, a Fő térnél nem oly sok autóbuszvonalról (4104, 4140, 4147, 4195) biztosított a csatlakozás, mint a törzsvonalról. Ez esetben Ragály, Sajóvelezd, Sajómercse, Királd települések felől, illetve az érintett települések felé az eljutás könnyített. Serényfalva mindössze a határán akadó Hét községi elágazásban kiszolgált, azonban minden esetben betér Hét községbe, utána közel a szlovák határhoz, de a 25-ös főútra kanyarodik és Bánrévén tart. A Sajó folyót sokadik alkalommal lépi át, jelenleg a szomszédos Sajópüspökin, legvégül déli irányban, előtte felfűzi útvonalára Sajónémetit is, végezetül a Heves–Borsodi-dombság és az Upponyi-hegység között, az Ózdi Acélművek mentén érkezik a 30 ezres lakosságú Ózdra. A Hangony-patak környékén, Tábla és Sajóvárkony városrészeiben, majdan Velencetelepen át az autóbusz-állomásra, a Gyujtó térre érkezik.
Ellentétes irányban csak Kazincbarcikáig közlekedik.

## Közlekedése
Indításai minden nap történnek, bár alacsony indításszámmal. Kizárólag szóló járművek közlekednek rajta, a Kazincbarcika és Ózd között közlekedő egyik járatpár távolsági járatai után tér vissza ide. Útvonala teljesen megegyezik a 3770-es buszokkal, annyi a különbség, hogy ez a járat közvetlenül ezekbe a kisfalvakba is eljutást biztosít Miskolcról.

### Törzsjárművei
- az NZM-435 rendszámú Credo Econell 12,
- az RTR-838 rendszámú Credo Econell 12,
- az PRF-935 / 937 / 946 rendszámú Volvo 9700 autóbuszok.

| Viszonylat                                        | Indításszám | Közlekedési rend |
| ------------------------------------------------- | ----------- | ---------------- |
| Miskolc, aut. áll. ➝ Putnok, Fő tér               | 1 oda       | tanítási napokon |
| Miskolc, aut. áll. ➝ Ózd, aut. áll.               | 1 oda       | munkanapokon     |
| Kazincbarcika, aut. áll. – Ózd, aut. áll.         | 1 pár       | hétvégén         |
| Ózd, aut. áll. ➝ Kazincbarcika, Szent Flórián tér | 1 oda       | munkanapokon     |

## Megállóhelyei
| 0                                        | Miskolc, autóbusz-állomás végállomás                                     | 0.0 km  | 1, 1G, 3, 3A, 4, 7, 11, 12G, 20, 20A, 24, 28, 32, 34G, 35, 43, 44, 45, 101B, 900, 914, 935 1050, 1053, 1369, 1370, 1372, 1373, 1374, 1375, 1376, 1377, 1380, 1381, 1383, 1384, 1410, 1411 3700, 3701, 3702, 3703, 3704, 3705, 3706, 3707, 3708, 3709, 3710, 3711, 3712, 3714, 3715, 3716, 3717, 3718, 3719, 3720, 3721, 3722, 3723, 3724, 3726, 3727, 3728, 3729, 3730, 3731, 3733, 3734, 3735, 3736, 3737, 3738, 3739, 3740, 3741, 3742, 3743, 3744, 3745, 3746, 3747, 3748, 3749, 3750, 3751, 3752, 3753, 3754, 3755, 3757, 3760, 3761, 3764, 3765, 3766, 3767, 3770, 3772, 3774, 3775, 3776, 3777, 4019 |
| 1                                        | Miskolc, Leventevezér utca                                               | 1.2 km  | 3, 12, 12G, 14, 14G, 20, 36, 54, 914 3700, 3701, 3702, 3703, 3704, 3705, 3707, 3714, 3754, 3757, 3760, 3761, 3763, 3764, 3765, 3770, 3772, 3774, 3775, 3776, 3777 |
| 2                                        | Miskolc, megyei kórház                                                   | 1.9 km  | 3, 3A, 12, 12G, 14, 14G, 20, 24, 36, 54, 914 1369, 1384, 1410, 1411 3700, 3701, 3702, 3703, 3704, 3705, 3707, 3708, 3709, 3711, 3714, 3754, 3757, 3760, 3761, 3763, 3764, 3765, 3766, 3767, 3769, 3770, 3772, 3774, 3775, 3776, 3777 |
| 3                                        | Miskolc, repülőtér bejárati út                                           | 2.8 km  | 3, 3A, 8, 12, 12G, 14, 14G, 20, 24, 36, 54, 240, 914 1369, 1384, 1410, 1411 3700, 3701, 3702, 3703, 3704, 3705, 3707, 3708, 3709, 3711, 3714, 3754, 3757, 3760, 3761, 3763, 3764, 3765, 3766, 3767, 3769, 3770, 3772, 3774, 3775, 3776, 3777 |
| 4                                        | Miskolc, Stromfeld laktanya                                              | 3.9 km  | 1369, 1384, 1410, 1411 3700, 3701, 3702, 3703, 3704, 3705, 3707, 3708, 3709, 3711, 3714, 3754, 3757, 3760, 3761, 3763, 3764, 3765, 3766, 3767, 3769, 3770, 3772, 3774, 3775, 3776, 3777 |
| 5                                        | Szirmabesenyői elágazás                                                  | 5.0 km  | 3700, 3701, 3702, 3703, 3704, 3705, 3707, 3708, 3709, 3711, 3714, 3754, 3757, 3760, 3761, 3763, 3764, 3765, 3770, 3772, 3774, 3775, 3776, 3777, 3797 |
| 6                                        | Sajókeresztúr, ipari park bejárati út                                    | 6.9 km  | 3703, 3704, 3707, 3708, 3709, 3711, 3754, 3757, 3760, 3761, 3763, 3764, 3765, 3770, 3772, 3774, 3775, 3776, 3797 |
| 7                                        | Sajókeresztúri elágazás                                                  | 7.8 km  | 3703, 3707, 3754, 3757, 3760, 3761, 3763, 3764, 3765, 3770, 3772, 3775, 3776, 3777, 3797 |
| 8                                        | Sajóbábonyi elágazás                                                     | 9.4 km  | 3703, 3704, 3707, 3708, 3709, 3711, 3754, 3757, 3760, 3761, 3763, 3764, 3765, 3770, 3772, 3774, 3775, 3776, 3777, 3793, 3795, 3797 |
| 9                                        | Piltatanyai elágazás                                                     | 11.3 km | 3704, 3707, 3708, 3709, 3711, 3754, 3761, 3763, 3764, 3765, 3770, 3774, 3775, 3793 |
| 10                                       | Sajószentpéter, Kossuth utca 32.                                         | 13.1 km | 3704, 3707, 3708, 3709, 3711, 3754, 3761, 3763, 3764, 3765, 3770, 3774, 3775, 3793 |
| 11                                       | Sajószentpéter, edelényi elágazás                                        | 14.0 km | 1369, 1384, 1410, 1411 3754, 3761, 3763, 3764, 3765, 3766, 3767, 3769, 3770, 4098 |
| 12                                       | Sajószentpéter, posta                                                    | 14.6 km | 1384 3754, 3761, 3763, 3764, 3765, 3769, 3770, 4098 |
| 13                                       | Sajószentpéter, parasznyai elágazás                                      | 15.2 km | 1369, 1384, 1410, 1411 3754, 3756, 3761, 3763, 3764, 3765, 3766, 3767, 3769, 3770, 4049, 4050, 4051, 4098 |
| 14                                       | Sajószentpéter, Szabadságtelep                                           | 15.7 km | 3756, 3761, 3763, 3764, 3765, 3770, 4049, 4050, 4051 |
| 15                                       | Berente, Bányagépjavító üzem                                             | 17.0 km | 3756, 3763, 3764, 3765, 3770, 4045, 4046, 4048, 4049, 4050, 4052, 4058, 4061, 4062, 4063, 4067, 4070, 4075, 4082 |
| 16                                       | Berente, PVC gyár bejárati út                                            | 18.3 km | 1369, 1384, 1410, 1411 3756, 3763, 3764, 3765, 3766, 3767, 3769, 3770, 4045, 4046, 4047, 4048, 4050, 4052, 4058, 4061, 4062, 4063, 4067, 4070, 4075, 4081, 4082 |
| 17                                       | Kazincbarcika, BorsodChem IV. kapu                                       | 19.7 km | 1369, 1384 3756, 3763, 3764, 3765, 3770, 4045, 4046, 4047, 4048, 4050, 4052, 4058, 4061, 4062, 4063, 4067, 4070, 4075, 4081, 4082 |
| 18                                       | Kazincbarcika, Volán-telep                                               | 20.7 km | 3756, 3763, 3764, 3765, 3770, 4045, 4046, 4047, 4048, 4050, 4052, 4058, 4061, 4062, 4063, 4067, 4070, 4075, 4081, 4082 |
| 19                                       | Kazincbarcika, Szent Flórián tér autóbusz-váróterem vonalközi végállomás | 23.1 km | 1054, 1369, 1384, 1410, 1411 3756, 3763, 3764, 3765, 3766, 3767, 3769, 3770, 3772, 4040, 4041, 4043, 4044, 4045, 4046, 4047, 4048, 4050, 4052, 4058, 4059, 4061, 4062, 4063, 4065, 4066, 4067, 4069, 4070, 4075, 4079, 4080, 4081, 4082, 4083, 4084, 4194 |
| 20                                       | Kazincbarcika, temető                                                    | 22.0 km | 3756, 3763, 3764, 3765, 3766, 3767, 3770, 3772, 4040, 4041, 4043, 4044, 4046, 4047, 4048, 4050, 4052, 4059, 4063, 4065, 4066, 4067, 4069, 4070, 4075, 4080, 4082, 4083, 4084 |
| 21                                       | Kazincbarcika, központi iskola                                           | 22.7 km | 3756, 3763, 3764, 3765, 3770, 3772, 4040, 4041, 4043, 4044, 4047, 4048, 4050, 4052, 4059, 4063, 4065, 4067, 4069, 4070, 4075, 4080, 4082, 4083, 4084 |
| 22                                       | Kazincbarcika, városháza                                                 | 23.1 km | 3 1369, 1384, 1410, 1411 3756, 3763, 3764, 3765, 3770, 3772, 4040, 4041, 4043, 4044, 4047, 4048, 4050, 4052, 4059, 4063, 4065, 4067, 4069, 4070, 4075, 4080, 4082, 4083, 4084 |
| 23                                       | Kazincbarcika, kórház                                                    | 23.5 km | 3 1054 3408, 3756, 3763, 3764, 3765, 3770, 3772, 4040, 4041, 4043, 4044, 4047, 4048, 4050, 4052, 4057, 4059, 4060, 4065, 4066, 4069, 4070, 4075, 4080, 4082, 4083, 4084, 4153 |
| 24                                       | Kazincbarcika, Ifjúmunkás tér                                            | 23.9 km | 3 3408, 3756, 3763, 3764, 3765, 3770, 3772, 4040, 4041, 4043, 4044, 4047, 4048, 4050, 4052, 4057, 4059, 4060, 4065, 4066, 4069, 4070, 4075, 4080, 4082, 4083, 4084, 4153 |
| 25                                       | Kazincbarcika, autóbusz-állomás vonalközi végállomás                     | 24.7 km | 3, 9 1054 3408, 3756, 3763, 3764, 3765, 3766, 3767, 3770, 3772, 4040, 4041, 4043, 4046, 4047, 4048, 4050, 4052, 4057, 4059, 4060, 4065, 4066, 4069, 4070, 4075, 4080, 4082, 4083, 4084, 4154 |
| 26                                       | Kazincbarcika, Ifjúmunkás tér                                            | 25.5 km | 3 3408, 3756, 3763, 3764, 3765, 3770, 3772, 4040, 4041, 4043, 4044, 4047, 4048, 4050, 4052, 4057, 4059, 4060, 4065, 4066, 4069, 4070, 4075, 4080, 4082, 4083, 4084, 4153 |
| 27                                       | Kazincbarcika, kórház                                                    | 25.9 km | 3 1054 3408, 3756, 3763, 3764, 3765, 3770, 3772, 4040, 4041, 4043, 4044, 4047, 4048, 4050, 4052, 4057, 4059, 4060, 4065, 4066, 4069, 4070, 4075, 4080, 4082, 4083, 4084, 4153 |
| 28                                       | Kazincbarcika, alsóvárosi iskola                                         | 26.9 km | 3408, 3770, 4057, 4059, 4060, 4063, 4065, 4066, 4067, 4069, 4153 |
| 29                                       | Kazincbarcika, ÉRV II. telep                                             | 28.0 km | 1384 3770, 4057, 4058, 4059, 4060, 4061, 4062, 4063, 4065, 4066, 4067, 4069, 4153, 4194 |
| 30                                       | Csukástói tanya                                                          | 28.8 km | 4057, 4058, 4059, 4060, 4061, 4062, 4063, 4065, 4066, 4067, 4069, 4153, 4194 |
| 31                                       | Sajókaza vasútállomás, bejárati út                                       | 30.2 km | 1054, 1369, 1384, 1410, 1411 3408, 3770, 4057, 4058, 4059, 4060, 4061, 4062, 4063, 4065, 4066, 4067, 4069, 4153, 4194 személyvonat – Sajókaza (92) |
| 32                                       | Vadna, községháza                                                        | 32.2 km | 1054, 1369, 1384, 1410, 1411 3408, 3770, 4057, 4058, 4059, 4060, 4061, 4062, 4063, 4065, 4066, 4067, 4153, 4194 |
| 33                                       | Sajógalgóci elágazás                                                     | 34.8 km | 1369, 1384, 1410, 1411 3770, 4057, 4062, 4063, 4065, 4066, 4067, 4194 |
| Tanítási napokon 1 járat által érintett. |                                                                          |         | |
| ∫                                        | Sajógalgóc, Rákóczi utca 69.                                             | ∫       | 4057, 4062, 4063, 4065, 4066, 4067 |
| ∫                                        | Sajógalgóc, temető                                                       | ∫       | 4057, 4062, 4063, 4065, 4066, 4067 |
| ∫                                        | Sajógalgóc, Rákóczi utca 69.                                             | ∫       | 4057, 4062, 4063, 4065, 4066, 4067 |
| 33                                       | Sajógalgóci elágazás                                                     | 34.8 km | 1369, 1384, 1410, 1411 3770, 4057, 4062, 4063, 4065, 4066, 4067, 4194 |
| 34                                       | Dubicsány, panzió                                                        | 37.5 km | 1369, 1384, 1410, 1411 3770, 4057, 4062, 4063, 4065, 4194 |
| 35                                       | Borzóczvölgy, bejárati út                                                | 38.9 km | 4057, 4062, 4063, 4065, 4194 |
| 36                                       | Putnok, Kossuth utca 62.                                                 | 41.3 km | 1369, 1384, 1410, 1411 3770, 4057, 4062, 4063, 4065, 4147, 4188, 4194, 4195 |
| 37                                       | Putnok, Fő tér vonalközi végállomás                                      | 42.2 km | 1369, 1384, 1410, 1411 3770, 4063, 4065, 4104, 4140, 4145, 4147, 4148, 4151, 4188, 4194, 4195 |
| 38                                       | Putnok, szociális otthon                                                 | 42.9 km | 1369, 1384, 1410, 1411 3770, 4063, 4104, 4140, 4145, 4188 |
| 39                                       | Putnok, Egyetértés Tsz                                                   | 43.6 km | 1369, 1384, 1410, 1411 3770, 4063, 4104, 4140, 4145, 4188 |
| 40                                       | Héti elágazás                                                            | 46.2 km | 1034, 1369, 1384, 1410, 1411 3770, 4063, 4104, 4140, 4145, 4188 |
| 41                                       | Pogonyipuszta vasúti megállóhely                                         | 46.9 km | 4063, 4104, 4140, 4145 személyvonat – Pogonyipuszta (92) |
| 42                                       | Hét, temető                                                              | 47.5 km | 4063, 4104, 4140, 4145 |
| 43                                       | Hét, szikvízüzem                                                         | 48.7 km | 4063, 4104, 4140, 4145 |
| 44                                       | Hét, temető                                                              | 49.9 km | 4063, 4104, 4140, 4145 |
| 45                                       | Pogonyipuszta vasúti megállóhely                                         | 50.5 km | 4063, 4104, 4140, 4145 személyvonat – Pogonyipuszta (92) |
| 46                                       | Héti elágazás                                                            | 51.2 km | 1034, 1369, 1384, 1410, 1411 3770, 4063, 4104, 4140, 4145, 4188 |
| 47                                       | Bánréve, újtelep                                                         | 52.3 km | 1369, 1384, 1410, 1411 3770, 4104, 4140, 4145 |
| 48                                       | Bánréve, vasúti átjáró                                                   | 53.3 km | 1369, 1384, 1410, 1411 3770, 4104, 4140, 4145 személyvonat – Bánréve (92) |
| 49                                       | Bánréve, autóbusz-váróterem                                              | 53.8 km | 1034, 1369, 1384, 1410, 1411 3770, 4104, 4140, 4145 |
| 50                                       | Sajópüspöki, élelmiszerbolt                                              | 56.0 km | 1034, 1369, 1384, 1410, 1411 3770, 4104, 4140, 4145 |
| 51                                       | Sajónémeti elágazás                                                      | 57.4 km | 1369, 1384, 1410, 1411 3770, 4104, 4140, 4145 |
| 52                                       | Sajónémeti vasúti megállóhely                                            | 58.1 km | 4104, 4140, 4145 |
| 53                                       | Sajónémeti, vegyesbolt                                                   | 59.0 km | 4104, 4140, 4145 |
| 54                                       | Sajónémeti, posta                                                        | 59.6 km | 4104, 4140, 4145 |
| 55                                       | Sajónémeti, vegyesbolt                                                   | 60.2 km | 4104, 4140, 4145 |
| 56                                       | Sajónémeti vasúti megállóhely                                            | 61.1 km | 4104, 4140, 4145 |
| 57                                       | Sajónémeti elágazás                                                      | 61.8 km | 1369, 1384, 1410, 1411 3770, 4104, 4140, 4145 |
| 58                                       | Ózd, centeri elágazás                                                    | 63.0 km | 1369, 1384, 1410, 1411 3770, 4104, 4140, 4145 |
| 59                                       | Ózd, faiskola                                                            | 63.8 km | 1369, 1384, 1410, 1411 3770, 4104, 4140, 4145 |
| 60                                       | Ózd, Center vasútállomás bejárati út                                     | 64.4 km | 1369, 1384, 1410, 1411 3770, 4104, 4140, 4145 |
| 61                                       | Ózd alsó vasútállomás                                                    | 67.3 km | 4, 46, 47, 74 1369, 1384, 1410, 1411 3770, 4104, 4140, 4145 személyvonat – Ózd alsó (92) |
| 62                                       | Ózd vasútállomás                                                         | 69.7 km | 4, 7, 8, 12, 21, 46, 47, 68, 74, 76, 78 1369, 1384, 1410, 1411 3770, 4104, 4140, 4145 személyvonat – Ózd (92) |
| 63                                       | Ózd, autóbusz-állomás végállomás                                         | 70.9 km | 1, 2, 2A, 3, 4, 6, 7, 8, 12, 20A, 21, 23, 26, 46, 47, 68, 74, 76, 78 1031, 1034, 1051, 1369, 1384, 1411 3410, 3770, 4101, 4102, 4104, 4140, 4145, 4147, 4148, 4150, 4151, 4153, 4155, 4157, 4158, 4160, 4161, 4180, 4185, 4186 |